# Motru Sec, Gorj
Motru Sec este un sat în comuna Padeș din județul Gorj, Oltenia, România.
 Acest articol despre o localitate din județul Gorj este deocamdată un ciot. Puteți ajuta Wikipedia prin completarea lui.